# Het verborgen leven
Het verborgen leven is een Nederlands-Engelse stomme film uit 1920 onder regie van Maurits Binger en B.E. Doxat-Pratt. De film is gebaseerd op de roman Hidden Lives van Robert Hichens en John Knittel. Internationaal staat de film bekend als The Hidden Life of Hidden Lives. De naam van hoofdrolspeelster Annie Bos werd in de buitenlandse filmkopieën vermeld als Anna Bosilova. Er wordt vermoed dat de film verloren is gegaan.

## Verhaal
Arundel is een ambitieuze professor die zijn prachtige vrouw Rose verwaarloost om te werken aan een boek over de evolutie van de vrouw. Rose is het zat nauwelijks aandacht te krijgen en te worden behandeld als speelgoedobject, maar weet niet tot haar man door te dringen. Op een dag ontmoet ze luitenant Robert Carey, een voormalige geliefde die ze ooit beminde. Ze dacht dat het vuur gedoofd was, maar de vonken slaan opnieuw over. Ze beginnen een hechte vriendschap en brengen al hun tijd met elkaar door. Als hij haar begeleidt naar het huis van Godowski, een vriend van haar man die hen uitnodigde bij hem langs te komen, wordt Rose er verleid door Godowski. Godowski's pogingen Rose te verleiden verlopen niet met succes. Dit is voornamelijk te danken aan het feit dat ze enkel oog heeft voor Carey. Het duurt niet lang voordat Godowski dit door krijgt.
Eenmaal thuisgekomen blijkt dat de professor enkele dagen op reis is gegaan. In deze periode stort Rose zich in de armen van Carey en begint een hartstochtelijke affaire. Er gaan zes jaren voorbij. Carey is een lange tijd uit Rose's leven geweest, maar keert nu terug naar haar woonplaats om contact op te nemen. Rose is inmiddels de moeder van de vijfjarige Dora. De professor is in deze tijd veel veranderingen ondergaan. Hij heeft zijn carrière opgegeven om zich volledig te richten op zijn vrouw en dochter. Als Rose Carey weer ontmoet, geeft ze eindelijk toe dat haar hart niet aan haar man toebehoort. Ze geeft toe dat hij werkelijk de vader is van het kind.
Carey eist dat zij haar man voor hem verlaat, maar Rose durft dit niet te doen. Hij stuurt haar een brief, waarin hij dreigt naar Indië te verhuizen als ze de professor niet verlaat. Uit wanhoop verliest ze de brief, die Godowski later terugvindt en Rose ermee chanteert. Ze vertelt Carey dat het voor het beste is als hij naar Indië vertrekt. Carey kan deze mededeling niet verwerken en maakt een eind aan zijn leven. Als ze het nieuws hoort, stort ze volledig in. Ze vertelt de waarheid aan haar man, die razend is en haar verlaat. Beiden leven voor een periode in eenzaamheid, maar worden herenigd als Dora ernstig ziek wordt.

## Rolverdeling
| Acteur          | Personage              |
| --------------- | ---------------------- |
| Annie Bos       | Rose Arundel           |
| Adelqui Migliar | Professor Arundel      |
| Renee Spiljar   | Dora                   |
| Bert Darley     | Luitenant Robert Carey |
| Harry Waghalter | Godowski               |
| Lola Cornero    |                        |
| Carl Tobi       |                        |
| Leni Marcus     |                        |
| Aafje Schutte   |                        |
| Ernst Winar     |                        |